# Auge um Auge (Spielshow)
Auge um Auge war eine Sendung des ZDF aus dem Jahr 2002, die von Kai Böcking moderiert wurde. Es war die erste Fernsehshow, die von KirchMedia Entertainment nicht für die konzerneigenen Sender Sat.1 und ProSieben produziert wurde.

## Inhalt
In jeder Ausgabe traten fünf Prominente in verschiedenen Spielrunden gegeneinander an. In jeder Runde ging es darum, Wissens-, Logik und Geschicklichkeitsaufgaben zu lösen. Vor jedem Spiel musste jeder Promi einen Kollegen aus dem Team nominieren, von dem er glaubte, dass er die gestellte Aufgabe nicht bestehen würde. Wer die meisten Stimmen bekam, musste antreten. Schaffte er die Aufgabe nicht, musste derjenige auf die Verliererbank. Der Prominente, der am Schluss übrig blieb, trat gegen alle Verlierer im Quiz an. Dem Gewinner winkten 20.000 Euro, die für einen guten Zweck gespendet wurden. Unter anderem traten in den Folgen Jürgen Drews, Enie van de Meiklokjes, Frederic Meisner, Matthieu Carrière und Max von Thun an.
Die Show hatte 14 Folgen, die erste wurde am 16. April 2002 um 20:15 ausgestrahlt. Die Quoten waren jedoch sehr schlecht. Bereits die erste Folge lockte nur 3,18 Millionen(Marktanteil 10,1 %), die letzte im Abendprogramm vom 7. Mai nur noch 3,18 Millionen Zuschauer. Nach vier Folgen wurde die Show deshalb wegen schlechter Einschaltquoten vorübergehend abgesetzt. Das ZDF zeigte die restlichen Folgen von Auge um Auge vom 13. Juli bis 28. September 2002 immer Samstag nachmittags.
Angelehnt war die Show an das britische Vorbild Dog Eat Dog, das von April 2001 bis Dezember 2002 auf BBC ausgestrahlt wurde.